# Дуб звичайний (Івано-Франківськ, вул. Гнатюка)
Дуб звича́йний — ботанічна пам'ятка природи місцевого значення в Україні. Розташована в межах міста Івано-Франківська, на вулиці Академіка Гнатюка, 4 (у подвір'ї дому). 
Площа 0,01 га. Статус надано згідно з рішенням облвиконкому від 13.12.1976 року № 478. Перебуває у віданні ЖЕО № 6. 
Статус надано з метою збереження вікового дерева — дуба звичайного. Висота дуба 31 м, діаметр стовбура 1,5 м.